# ニーデンシュタイン
ニーデンシュタイン (ドイツ語: Niedenstein) は、ドイツ連邦共和国ヘッセン州北部のシュヴァルム＝エーダー郡に属す小都市で、空気の清浄な保養地として知られている。

## 地理

### 位置
ニーデンシュタインはハービヒツヴァルト自然公園の南東部に位置している。中核市区は森の豊かなランゲンベルクの西斜面に位置している。最寄りの大都市は、北東 15 km に位置するカッセルである。ニーデンシュタインを取り囲む山地には、ランゲンベルクに含まれるシュヴェンゲベルク（海抜 557 m、市域内の最高峰である）やニーデンシュタイナー・コプフ（海抜 475 m、ヘッセン塔が建つ）があり、中核市区の北には天然記念物地域に指定されているゼンゲルスベルク（海抜 448 m）、キルヒベルク市区近郊にはヴァルトベルク（海抜 306 m）がある。中核市区の一部をエムス川支流のヴィーホフ川が流れており、キルヒベルク市区でエムス川に合流する。

### 隣接する市町村
ニーデンシュタインは、北はシャウエンブルク（カッセル郡）、ランゲンベルクを越えた東側および南東はグーデンスベルク、南はフリッツラー（その中核市区はニーデンシュタインのそれから約 15 km 離れている）、西はバート・エムスタール（カッセル郡）と境を接している。

### 市の構成
ニーデンシュタイン市は5つの市区からなる。ニーデンシュタイン中核市区の他、エルメトハイス、メッツェ、キルヒベルク、ヴィッヒドルフの各市区からなる。

## 歴史
ニーデンシュタインの付近には早くから人が定住していた。これは、ヴァルトベルクを主な発掘地とする新石器時代のヴァルトベルク文化によって証明されている。1254年に、ニーデンシュタイナー・コプフに建つニーデンシュタイン城が初めて文献に記録された。この城は、1385年または1387年にマインツ大司教アドルフ1世の軍勢により破壊され、その後荒廃して、現在では見ることができない。
市内には1554年に 84世帯に約 400人が住んでいたが、三十年戦争はほぼ完全にこれを破壊した。1631年ティリー伯の軍がこの街を占領し、略奪し尽くして、放火した。これにより 1/3 以上の家屋が破壊された。戦争が終結した後、ニーデンシュタインで生き延びた人は 4人、残った家屋は 14軒だけであった。
ニーデンシュタインは、ヴェストファーレン王国で人口最小の都市であり、ニーデンシュタイン小郡の行政中心であった。1834年の人口は 610人であったが、1939年になってものその数は 630人であった。20世紀後半に個別旅客交通や通勤労働者の増加によって、この小都市は初めて著しい人口増加を経験した。

### ユダヤ人社会
ニーデンシュタインには、19世紀から第二次世界大戦まで、少なからぬユダヤ人コミュニティがあった。ユダヤ教信者は、1880年代には人口の 22 % 以上を占め、1933年にもまだ約 10 % を占めていた。ドイツから逃げ遅れた人々はナチス政権の犠牲者となった。この街出身の、あるいはこの街に長く住んだユダヤ人の、少なくとも 61人がナチス時代に命を落とした。ニーデンシュタインの市の文書アーカイブは、ヘッセン州立マールブルク文書館に保管されている。ストックはほぼ完全に公開されており、オンラインで閲覧できる。

## 行政

### 市議会
ニーデンシュタインの市議会は、23議席からなる。

### 姉妹都市
- サン・ジェルム・ド・フリ（フランス、オワーズ県）パリ北西約 80 km に位置する。

## 文化と見所

### 博物館

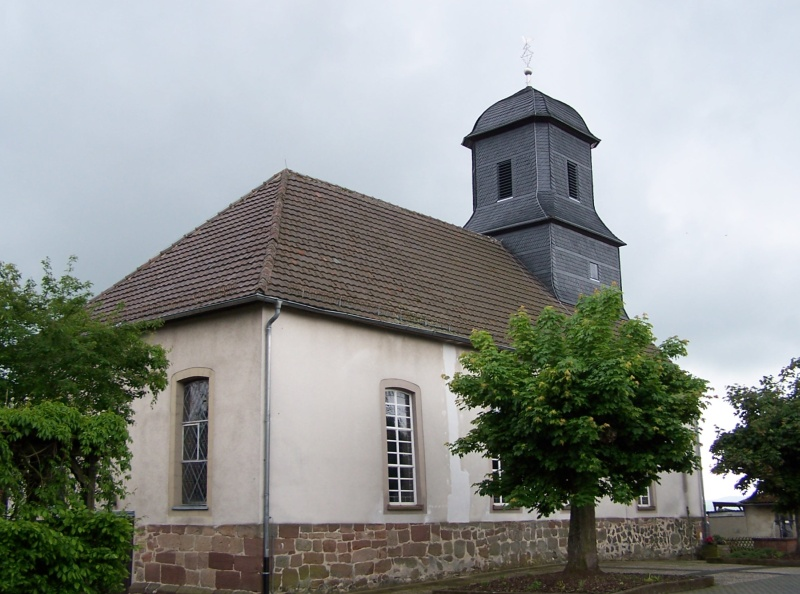
ニーデンシュタインのプロテスタント教会

- キルヒベルク郷土博物館

### 建造物
- プロテスタントの市教会
- 旧シナゴーグ
- アルテンブルク、ニーデンシュタイン北西の同名の山にある、防衛施設を有するゲルマン以前の高所定住地で、キリスト生誕頃にはすでに放棄された。カッティ族の首都マティウムの首都であるとの仮定は、信憑性がない。アルテンブルクの敷地からの数多くの出土品展示はカッセルのヘッセン州立博物館でなされている。
- ファルケンシュタイン城趾。隣町のバート・エムスタールの西、ニーデンシュタイン近郊のファルケンシュタイン山にある。

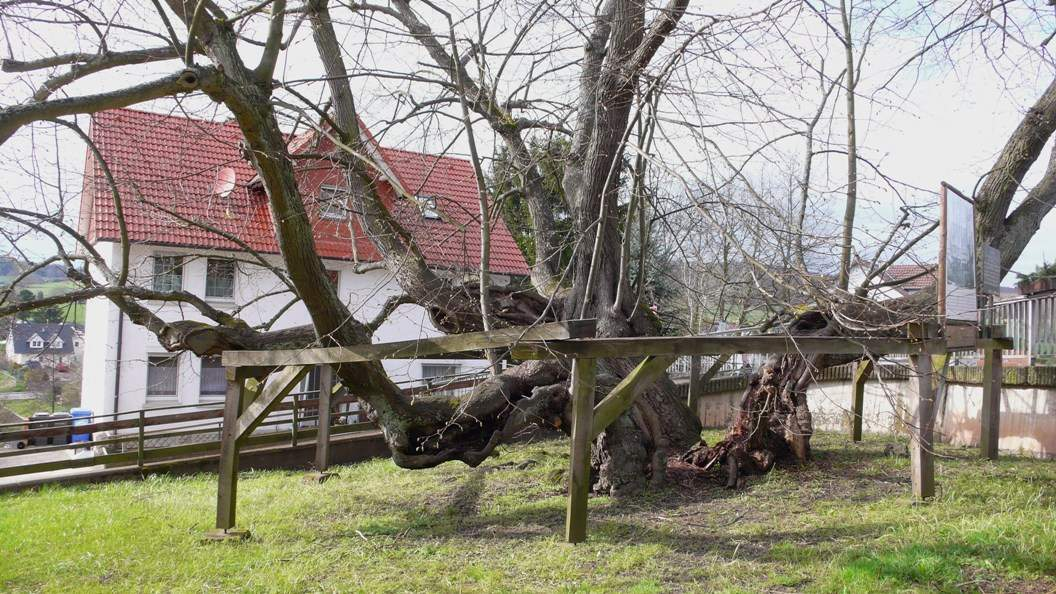
タンツリンデ

### 自然文化財
- ニーデンシュタイナー・コプフ（海抜 475 m、ヘッセン塔がある）
- タンツ・ウント・ゲリヒツリンデ（市庁舎から約 500 m）
- ユダヤ人墓地（フリーデン通り沿い）

## 引用
1. ↑  Hessisches Statistisches Landesamt: Bevölkerung in Hessen am 31.12.2023 (Landkreise, kreisfreie Städte und Gemeinden, Einwohnerzahlen auf Grundlage des Zensus 2011)]
2. ↑  Listen von Yad Vashem in Jerusalem und den Angaben des "Gedenkbuches - Opfer der Verfolgung der Juden unter der nationalsozialistischen Gewaltherrschaft in Deutschland 1933-1945".
3. ↑  Übersicht über den Bestand "Stadtarchiv Niedenstein" ヘッセン・アーカイブ・文書・情報システム（2011年11月12日 内容確認）